# CAM Alice
Il CAM Alice è un autobus prodotto in Italia nei primi anni '90.

## Progetto
Il CAM Alice vede la luce alla fine degli anni '80, dopo il termine della produzione di vetture sul telaio Siccar 177.
Il mezzo viene progettato a partire dal telaio Siccar 286, lo stesso del Bredabus 2001, con il quale condivide anche la meccanica e l'assetto rigido delle sospensioni. Anche esteticamente vi è una leggera parentela; sono già visibili alcuni stilemi (come la fascia paracolpi in plastica lungo la fiancata) che verranno in seguito replicati sul Busotto.

## Tecnica
Come già accennato, il mezzo condivide la meccanica del Bredabus 2001: il motore è il 6 cilindri in linea Fiat 8460.21 da 9.500 cm3, erogante 210 cavalli e posto in posizione trasversale posteriore; si trattava di una soluzione cinematica avanzata per l'epoca, tuttora in uso su alcuni modelli in produzione. 
Come altri autobus del periodo, è assente il pianale ribassato che sarà introdotto dalla CAM sul successivo Busotto. Oltre che in allestimento urbano, sono state prodotte alcune vetture con allestimento suburbano a 2 o 3 porte (in quest'ultimo caso solo per ACAP Padova ed ATV Verona).

## Versioni
Ecco un riepilogo delle versioni prodotte:

### CAM Alice N
- Lunghezza: 10,5 metri
- Allestimento: Urbano (NU), Suburbano (NS)
- Alimentazione: Gasolio
- Porte: 2 o 3 a libro

### CAM Alice L
- Lunghezza: 12 metri
- Allestimento: Urbano (LU), Suburbano (LS)
- Alimentazione: Gasolio
- Porte: 2 o 3 a libro

## Diffusione
Durante il periodo di produzione, il CAM Alice ha riscosso uno scarso successo. Ne sono stati infatti prodotti pochi esemplari, che hanno circolato per ATV Verona, APS Padova, SITA Rovigo, APM Perugia e l'ex ATCM di Modena (poi SETA).
Alcune vetture suburbane, dismesse da ATV Verona, sono state acquistate dal noto parco divertimenti Gardaland e impiegate sui servizi navetta gratuiti gestiti dall'azienda.